# U Nikolajky
U Nikolajky je ulice v Praze 5 na Smíchově.
Je to dlouhá ulice táhnoucí se od parku Na Skalce, přetínající ulici U Santošky a končící v opuštěných zahradách pod Václavkou. Své jméno ulice dostala po viničné usedlosti Nikolajka, která se nachází nad dnešním zimním stadionem Nikolajka. Ulice je od parku Na Skalce tvořena nejprve činžovními domy z konce 19. a začátku 20. století, které postupně přecházejí ve vilové domy obklopené zahradami. V horní části ulice se nachází nová zástavba. Ulice je v chráněné památkové zóně Smíchova.

## Stavby

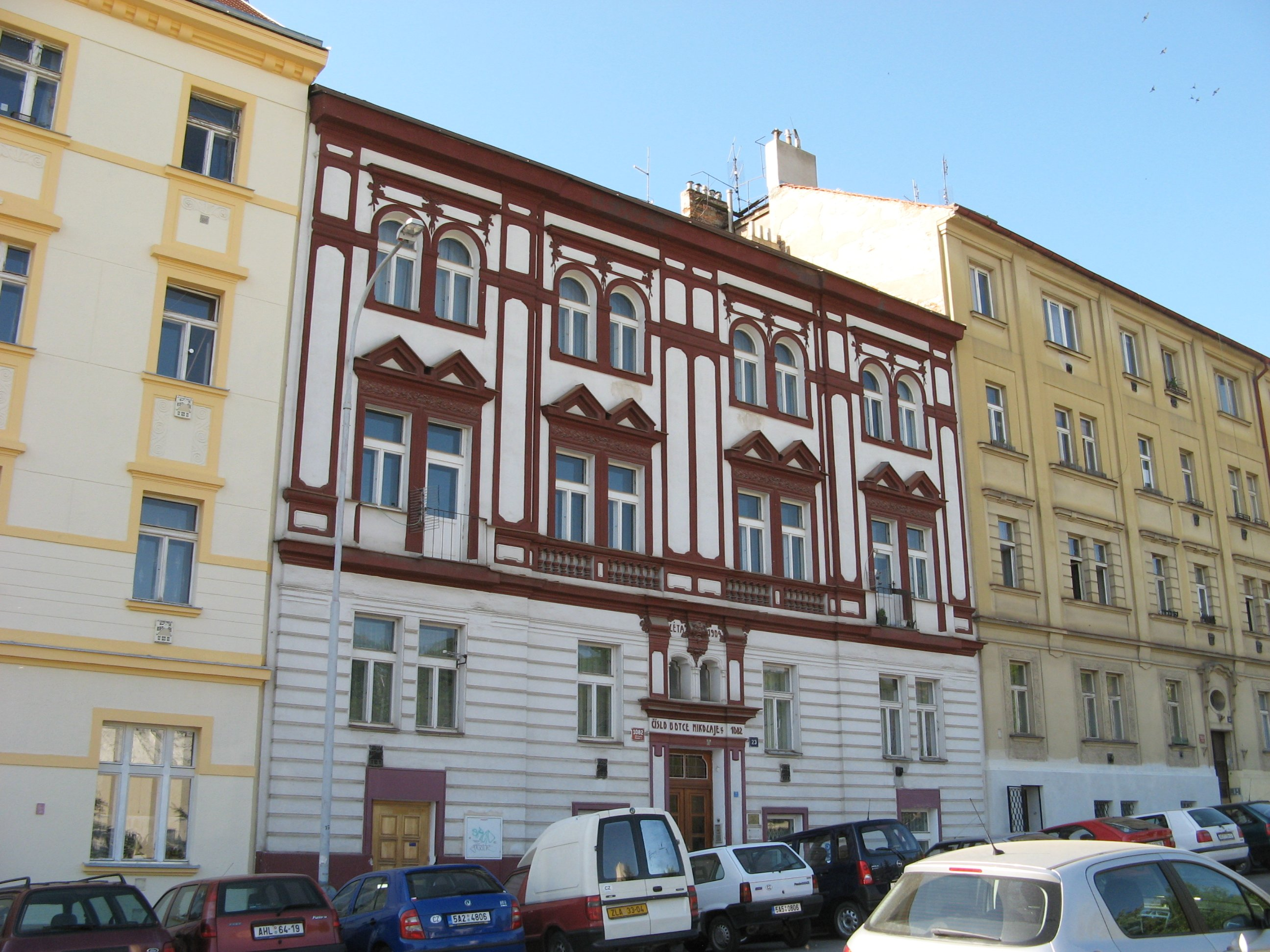
Dům „U otce Nikolaje“

- Dům č. 833/5 (U Santošky 833/7) - nárožní dům
- Dům č. 31, (U Nikolajky 31) - dům
- Dům č. 1085/15 s nádherně vyřezanými vstupními vraty. Ve vratech se dříve nacházely sošky, které byly po restaurování dveří sejmuty, aby se tak předešlo jejich zdemolování vandaly. V domě též žil a 8. dubna 1940 byl zatčen gestapem spisovatel Oldřich Hlaváč. Tuto událost připomíná pamětní deska.
- U Otce Nikolaje, č. 1082/23 - dům dostavěný roku 1904. Jeho fasáda je tvořena tmavě rudým a bílým kontrastem, s naturálním dekorem připomínajícím list lípy.
- Usedlost Nikolajka, č. p. 174 (bez čísla orientačního, poblíž domu č. o. 30) - památkově chráněný pozdně klasicistní objekt ze 17. století využíván dnes jako obytný dům.
- č. 2214/28 zimní stadion Nikolajka – hlavní vchod z ulice Tomkovy

## Nová Nikolajka

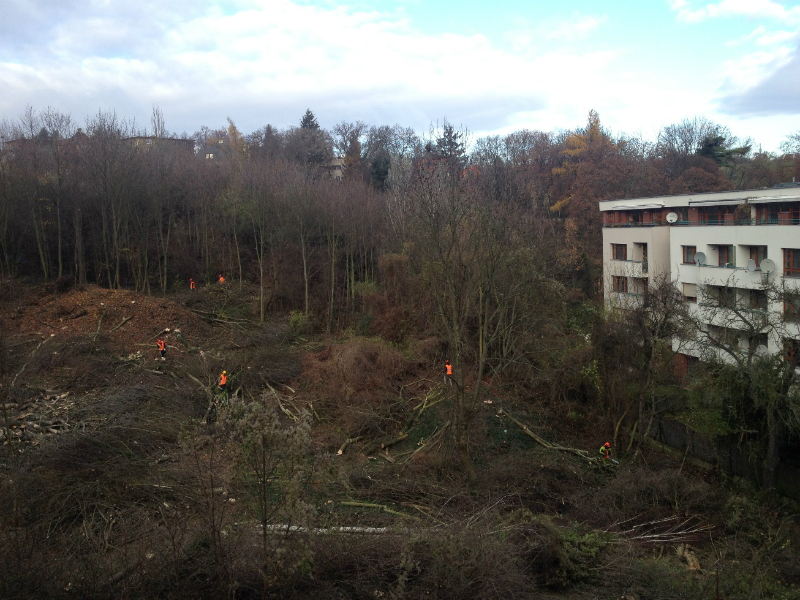
Likvidace smíchovské zeleně pro stavby Central Group v ulici U Nikolajky

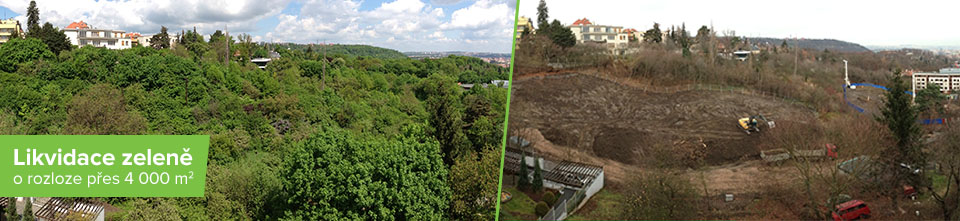
Stráň plná hnízdícího ptactva před zásahem Central Group v ulici U Nikolajky Praha 5 Smíchov

V prosinci 2013 začala vlna protestů občanů Smíchova proti záměru Central Group postavit v ulici v místech zeleně developerský projekt Nová Nikolajka. Dva bytové domy s cca 110 byty. Projekt od jeho počátku doprovází mnoho nejasností a závažných pochybení. V místě zahájené stavby byly zahrady, které magistrát hlavního města prodal developerovi Central Group. Na konci r. 2013 Central Group nechal vykácet přes 4.000 m² zeleně (cca 400 stromů). Podle místních byla vykácená oblast biotopu zákony EU chráněného roháče obecného, největšího evropského brouka a slepýše křehkého. Obyvatelům Smíchova vadí, že je stavba podle jejich názoru předimenzovaná a zhorší životní prostředí a dopravní situaci. Projektované stavby výškou i délkou fasád nerespektují charakter lokality. Likvidaci zeleně na pražském Smíchově, který je na předním místě ve znečištění ovzduší a kde nechala MČ Praha 5 instalovat v ulicích "celostátně proslavené" betonové truhlíky se zelení, aby zlepšila životní prostředí pražanům, vnímají obyvatelé za závažnou. Případem se v minulosti zabýval Odbor ochrany prostředí magistrátu hlavního města. V závěru zjišťovacího řízení popsal celou řadu námitek a ohrožení, především zeleně a ovzduší. Tyto připomínky společnost Central Group v projektu nijak nezohlednila.
Podle obchodního ředitele firmy Jiřího Vajnera je vše v souladu s územním a stavebním povolením. „Naše stavba je v souladu s platnými předpisy, v souladu se stavebním povolením, které je pravomocné od listopadu roku 2013. Hmotou se zabývá územní řízení, které bylo schváleno v roce 2009. Z našeho pohledu je všechno v souladu.“ Občané založili Občanské sdružení Za zelenou Nikolajku.

## Navazující ulice
- Na Skalce
- U Santošky
- Zoubkova
- Tomkova
- Na Březince
- Nad Santoškou